# Herman Amberg
Herman Amberg (22 de diciembre de 1834 - 12 de abril de 1902) fue un músico y compositor danés.
Alumno de J.P.E. Hartmann y Anton Ree, en 1855 se instaló en Viborg como profesor de música y también trabajó como profesor de canto en la Escuela Latina durante 25 años. En 1868 fue organista de la catedral y en 1892 fue nombrado profesor.
Su hermano Johan Amberg también era músico.

## Obras
- 24 Preludes (Hansen, 1888)[1]
- Op.5 - Prélude for Piano (Hansen, 1893)[1]
- Op.6 - Sechs Orgelstücke zum Theil als Postludien anwendbar. (Hansen, 1893)[1]
- Op.7 - Paraphrase f. Org. über Gade’s Melodie „O rüst’ dich, Held von Golgatha“. (Hansen, 1894)[1]
- Op.7a - Nine little pieces for organ or harmonium (Wilhelm Hansen, 1903)[2]
- Op.8 - Små stykker for orgel eller harmonium (Hansen)[3]
- Op.11 - 10 Præ- og Postludier (Hansen, ca.1904).[3]